# Barn – Serier – Samhälle
Barn – Serier – Samhälle är en seriekritisk debattbok skriven av Nils Bejerot 1954. Boken var enligt Bejerots förord inspirerad av en artikel av Åke Lundqvist i Bonniers litterära magasin nr 1 år 1948 och den tysk-amerikanske psykiatrikern Fredric Wertham. Bejerot kritiserade dåtidens serier för deras innehåll av våldsromantik, stereotypa kvinnotyper och rasism och ansåg att de var fördummande. I inledningen förklaras seriefrågan vara "ett väsentligt mentalhygieniskt och kulturellt problem som angår oss alla".
Boken innehåller en genomgång av innehållet i ett stort antal serietidningar med kommentarer såsom:
"Stålmannen är ett av de vidrigaste magasinen med sin blandning av våld, brott, brutalitet, övermänniskodyrkan och kvasivetenskap." (sid 89)
"Kalle Anka är smårolig, har ett hyggligt ordförråd och briljant översatt till ett genuint svenskt talspråk något som är mycket sällsynt när det gäller seriemagasin.... De flesta våldshandlingar i Kalle Anka & Co är av skämtsam natur, alla vet att de små grisarna klarar sig men det förefaller egendomligt att serieskämt måste ha denna karaktär. Det finns ju ändå skämtlynne av annat slag.(I Disneys tecknade filmer är sadismen ofta ohöljd)" (sid 87)
Bejerot avfärdade i boken förslag om regelrätt censur (förhandsgranskning) men var välvillig till lösningar som att reglera spridningen av alstren och sätta straffsatser på olämpligt innehåll - på samma sätt som man gjorde med pornografi vid denna tid - samt eventuellt införa åldersgränser. Så drastiska åtgärder rekommenderade han dock inte. Det ideala scenariot han såg framför sig var istället ett statlig eller inofficiellt granskningsråd med representanter från folkrörelser och fackförbund där de förläggare som så önskade kunde få sina produkter granskade. Godkända produkter skulle sedan få tryckas med rådets garantimärke på omslaget. 
"Till producenter av mindervärdig barn- och ungdomslitteratur slutligen, vill man säga: Begrunda den djupa visdomen i de ord Strindberg riktade till en parasiterande människogrupp: Ni har ingen annan rättvisa att kräva än att avskaffas! (sid 213)